# Heeresgruppe Südukraine
Die Heeresgruppe Südukraine war ein Großverband des Heeres der Wehrmacht während des Zweiten Weltkrieges. Sie war Oberkommando jeweils wechselnder Armeen sowie zahlreicher Spezialtruppen im Süden der Ostfront, nördlich des Schwarzen Meeres. Sie entstand durch Umbenennung der vorherigen Heeresgruppe A am 1. April 1944 und bestand zunächst aus der 8. Armee in der nördlichen Moldau, der 6. Armee in Bessarabien und der 17. Armee auf der Krim, sowie den verbündeten rumänischen Truppen. Ihr erster Oberbefehlshaber wurde Generaloberst Ferdinand Schörner.

## Entwicklung bis Sommer 1944
Am 2. April 1944 dokumentierte Hitler in der Weisung Nr. 54 mit dem Operationsbefehl Nr. 7 seine Fehleinschätzung der Lage:

„Die russische Offensive im Süden der Ostfront hat ihren Höhepunkt überschritten. Der Russe hat seine Verbände abgenutzt. Es ist der Zeitpunkt gekommen, das russische Vorhaben endgültig zum Stehen zu bringen.“

Tatsächlich wurde die Heeresgruppe durch eine sowjetische Offensive (Dnepr-Karpaten-Operation) bis an den Pruth zurückgedrängt. Die 17. Armee wurde Anfang Mai in der Schlacht um die Krim vernichtet; nur ein Teil der Truppen konnte unter Zurücklassung der schweren Ausrüstung aus Sewastopol evakuiert werden. Hitler verbot einen weiteren Rückzug der Heeresgruppe Südukraine, befürchtete aber eine Wende in deren Abschnitt:

„Ich hatte recht. Im Süden der Front entscheidet sich das Schicksal des Krieges.“

Mitte August bestand die Heeresgruppe aus den beiden Armeegruppen Moldau (8. Armee und rumänische 4. Armee unter General Wöhler) und Bessarabien (6. Armee und rumänische 3. Armee unter Generaloberst Dumitrescu), insgesamt 21 deutsche und 23 rumänische Divisionen. Die Verteidigungslinie der Heeresgruppe umfasste einen Frontbereich von 900 Kilometern Länge von den östlichen Karpaten über Jassy, Kischinew bis nach Tiraspol im damaligen Bessarabien. Ihre Hauptaufgabe lag in der Sicherung der Erdölfelder Rumäniens.

## Zusammenbruch der Heeresgruppe Südukraine
Nach der Vernichtung der Heeresgruppe Mitte im Juni/Juli 1944 waren nach Auffassung des OKH im Abschnitt der Heeresgruppe Südukraine keine Anzeichen einer größeren Offensive der Roten Armee erkennbar, das OKW ging sogar von einem Kräfteabzug der sowjetischen Truppen aus. Im Hintergrund trainierte die Rote Armee jedoch einen blitzkriegartigen Feldzug gegen die Wehrmacht in Bessarabien und Rumänien.
Nachdem die sowjetischen Sommeroffensiven zuvor nacheinander die Heeresgruppen Nord, Mitte und Nordukraine getroffen hatten, erfolgte ab 20. August der Großangriff gegen die 8. und 6. Armee der Heeresgruppe Südukraine (Operation Jassy-Kischinew). Den sowjetischen Panzerarmeen gelang eine klassische Durchbruchs- und Kesselschlacht, in der die deutsche Front an mehreren Stellen durchbrochen wurde und die 6. Armee und Teile der 8. Armee (überwiegend pferdebespannte Infanteriedivisionen) sowie die rumänische 3. Armee durch mehrfache Umfassung vernichtet wurden. Der Angriff der 2. Ukrainischen Front (Malinowskij) traf auf die Armeegruppe Wöhler an Pruth und Sereth und die 3. Ukrainische Front (Tolbuchin) die Armeegruppe Dumitrescu von einem Brückenkopf am Dnjestr.
Der Überraschungsangriff begann mit starken Artillerieschlägen auf die deutschen Stellungen. Eine starke Staubentwicklung behinderte die Erkennung der sowjetischen Truppenkonzentration, die in die rumänischen Frontabschnitte einbrach und deren Angriffsspitzen nicht mehr abgeriegelt werden konnten. Der Einbruch wurde auf 267 Kilometer Breite ausgeweitet und innerhalb kurzer Zeit waren die deutschen Abwehrlinien nicht mehr zu halten. Beide sowjetischen Fronten konnten sich am Pruth bei den Ortschaften Leova und Cahul vereinigen. Am 23. August 1944 waren 16 deutsche Divisionen eingekesselt.
Zur gleichen Zeit beendete König Michael von Rumänien offiziell seine Allianz mit Deutschland und somit wechselten die rumänischen Soldaten teilweise noch während der Gefechte die Seite. In der Pruthschlacht (20.–25. August 1944) wurden 19 deutsche Infanterie-Divisionen, sowie eine Panzer- und eine Panzergrenadier-Division vernichtet. Während der  Kampfhandlungen kamen vermutlich 150.000 Soldaten ums Leben und 106.000 gerieten in sowjetische Kriegsgefangenschaft. Die Reste einiger deutscher Divisionen schlugen sich nach Westen durch. Das Kriegstagebuch der HG Südukraine vermerkte am 5. September 1944:

„Es besteht keine Hoffnung mehr, daß sich noch irgendwelche geschlossenen Verbände durchschlagen werden. Es ist dies die größte Katastrophe, die die Heeresgruppe betroffen hat. Verloren sind 5 Korps-Stäbe und 18 Divisionen.“

Die 6. Armee war nach ihrem Untergang in Stalingrad am 25. August 1944 erneut vernichtend geschlagen worden.
Hitler beschrieb die Vernichtung der Heeresgruppe Südukraine am 31. August 1944:

„Eine größere Krise als die, die wir in diesem Jahr schon einmal im Osten erlebten, kann man sich nicht vorstellen.“

Die Rote Armee marschierte am 29. August 1944 in Ploesti, am 30. August 1944 in Konstanza und am 31. August 1944 in Bukarest ein. Der sowjetische Angriffserfolg führte zur Eroberung Rumäniens  und zur kampflosen Besetzung Bulgariens Anfang September 1944. Rumänien und Bulgarien traten auf sowjetischer Seite in den Krieg gegen Deutschland ein. Das Eindringen der Roten Armee in den Balkan führte zur Räumung Griechenlands, Albaniens und Südjugoslawiens durch die deutschen Truppen ab September 1944. Die Heeresgruppe Südukraine wurde aufgelöst. Am 5. September 1944 erfolgte die Vereinigung der Roten Armee mit jugoslawischen Partisanen unter General Tito.
Der sowjetische Vormarsch wurde in den Karpaten zunächst verzögert, bis an der Theiß in Ungarn eine neue Front durch die am 23. September 1944 in Heeresgruppe Süd umbenannte Heeresgruppe behelfsmäßig aufgebaut werden konnte.

## Oberbefehlshaber
- Generaloberst Ferdinand Schörner – 30. März bis 25. Juli 1944
- Generaloberst Johannes Frießner – 25. Juli bis 23. September 1944

## Chefs des Stabes
- Generalleutnant Walther Wenck – 30. März bis 20. Juli 1944
- Generalmajor Helmuth von Grolman – 20. Juli bis 23. September 1944

## Unterstellte Großverbände
| Datum          | Unterstellte Großverbände                                                                                             |
| -------------- | --- |
| April 1944     | Armeegruppe Wöhler (8. Armee, rumänische 4. Armee), Armeegruppe Dumitrescu (6. Armee, rumänische 3. Armee), 17. Armee |
| Mai 1944       | Armeegruppe Wöhler, Armeegruppe Dumitrescu                                                                            |
| August 1944    | 8. Armee, 6. Armee |
| September 1944 | 8. Armee, Armeegruppe Fretter-Pico (6. Armee, ungarische 2. Armee), XXIX. Armeekorps                                  |

### Zusammensetzung der Heeresgruppe Südukraine im August 1944
8. Armee (15. August 1944)
- XVII. Armeekorps: 8. Jäger-Division, 3. Gebirgs-Division
- rumänisches IV. Armeekorps: rumänische 5. Kavallerie-Division, rumänische 102. Gebirgsjäger-Brigade, rumänische 3. Infanterie-Division
- IV. Armeekorps: 376. und 79. Infanterie-Division, rumänische 11. Infanterie-Division
- der 8. Armee unterstellt: 20. Panzer-Division, rumänische 8. Infanterie-Division, Panzer-Division „Groß Rumänien“

8. Armee (31. August 1944)
- XVII. Armeekorps: 8. Jäger-Division, 3. Gebirgs-Division
- LVII. Panzerkorps: 4. Gebirgs-Division, 46. und 76. Infanterie-Division, 20. Panzer-Division

rumänische 4. Armee
- rumänisches VII. Armeekorps: rumänische 103. Gebirgsjäger-Brigade, rumänische 104. Gebirgsjäger-Brigade
- rumänisches I. Armeekorps: rumänische 20. und 6. Infanterie-Division, 46. Infanterie-Division
- LVII. Panzerkorps „Gruppe Kirchner“: rumänische 13. und 1. Infanterie-Division
- rumänisches V. Armeekorps: rumänische 1. Garde-Division, rumänische 4. Infanterie-Division
- rumänisches VI. Armeekorps: rumänische 101. Gebirgsjäger-Brigade, rumänische 5. Infanterie-Division, 76. Infanterie-Division

6. Armee (15. August 1944)
- XXX. Armeekorps: 306. Infanterie-Division (mot.), 15., 257. und 302. Infanterie-Division
- LII. Armeekorps: 384., 320., 294. und 161. Infanterie-Division
- XXXXIV. Armeekorps: 335., 282., 258. und 62. Infanterie-Division
- VII. Armeekorps: 106. und 370. Infanterie-Division, rumänische 14. Infanterie-Division
- der 6. Armee unterstellt: 13. Panzer-Division

6. Armee (31. August 1944)
- LXXII. Armeekorps: zur Verfügung
- XXIX. Armeekorps: Reste der 13. Panzer-Division, Reste der 10. Panzergrenadier-Division, Reste der 153. Feldausbildungs-Division, Reste der 306. Infanterie-Division

6. Armee (28. September 1944)
- Gruppe Breith
- III. Panzerkorps: 23. Panzer-Division, ungarische 27. leichte Division
- ungarisches VII.  Armeekorps:[11] ungarische 4. Feldersatz-Division, ungarische 12. Infanterie-Division

Von den deutschen Verbänden wurden folgende Einheiten während der Operation Jassy-Kischinew vernichtet: 9., 15., 62., 76., 79., 106., 161., 257., 258., 282., 294., 302., 306., 320., 335. und 370. Infanterie-Division.